# Joseph Butterlin
Joseph Butterlin est un homme politique français né le 31 janvier 1845 à Logelbach (Haut-Rhin) et décédé le 22 septembre 1932 à Baume-les-Dames (Doubs)
Médecin à Baume-les-Dames, il en devient maire en 1896 puis conseiller général. Il est sénateur du Doubs de 1912 à 1921, siégeant au groupe de la Gauche démocratique.

## Sources
- « Joseph Butterlin », dans le Dictionnaire des parlementaires français (1889-1940), sous la direction de Jean Jolly, PUF, 1960 [détail de l’édition]